# Hypsilurus geelvinkianus
Hypsilurus geelvinkianus är en ödleart som beskrevs av  Peters och DORIA 1878. Hypsilurus geelvinkianus ingår i släktet Hypsilurus och familjen agamer. Inga underarter finns listade i Catalogue of Life.